# Botryodesmis
Botryodesmis es un género monotípico de algas, perteneciente a la familia Udoteaceae, su única especie es Botryodesmis exocarpa .